# Tommy Adams
Thomas Maurice Adams, detto Tommy (Woodbridge, 15 gennaio 1980), è un ex cestista statunitense, professionista in Europa.

## Palmarès
- All-MEAC Player of the Year (2002)